# Рогізне (Дубенський район)
Рогі́зне — село в Україні, у Демидівській селищній громаді Дубенського району Рівненської області. Село розташоване на річці Жабичі, за 80 км від Рівного. До 2017 року - центр Рогізненської сільської ради. Населення зайняте у сільському господарстві, діє початкова школа, дитячий садок. Населення становить 639 осіб.

## Назва
Є два трактування назви. Швидше всього вона походить від прізвища пана Рогозінського, або від рослини рогози (рогіз), якої на місці сучасної церкви було дуже багато. Жителі прикрашали рогозою свій одяг кругом пояса. Пан Рогозінський за річкою мав замок, який зруйнували монголо-татари. Під замком були підземні ходи, а через річку — дерев'яний місток.

## Географія

### Розташування

Село розміщене на рівнині, на захід від Повчанської височини. З північно-східної сторони протікає річка Жабичі, в центрі села є два ставки. З усіх сторін поселення оточують поля, лише на південному заході — село Вовковиї.
Через село пролягає автошлях Т 0303 (Луцьк - Радомишль - Демидівка - Дубно) та О 180501 (Рогізне - Глибока Долина - Копань).

### Рельєф
Горбистий, характерні балки та підвищення.

### Водна система
Головна водна артерія — р. Жабичі, яка протікає на східній околиці села. Долина заболочена, у 1980-х роках було проведено меліорацію. Наразі система меліоративних каналів і регулятори знаходяться в занедбаному стані.
В центрі села протікає мілководна заболочена безіменна притока, на якій влаштовано два стави загального користування. Обидва стави використовуються для риборозведення.

### Місцевості
Жили в Рогізному заможні хазяї — переселенці пани Томашевський і Нагроцький. Їх прізвища носять досі вулиця Нагрощина і місцевість Томашівщина.
Вулиці Теслугівська, Нагрощина та Молодіжна (до 2025 року - Колгоспна) асфальтовані, по вул. Берестецькій покриття бруківка. Центральна вулиця — Перемоги. На північному сході розміщена вулиця Видумка, на північному заході - вулиця Зарічна, обидві без твердого покриття. До середини ХХ ст. існувала забудова і більш-менш чітка вулиця на західному березі р. Жабичі, нині тут лишилися тільки закинуті сади. Забудова одноповерхова, однотипна. Всі вулиці газифіковані, в центрі прокладено водопровід.

## Історія

### Археологічні знахідки
Перша згадка про село датована 1545 роком, де в числі городень в описі Луцького замку згадується «городня Рогозинського села Рогизна и Волковьій». Згадується село і в 1569 році у скарзі кастелянші Ф. Требуновської на селян Рогізного, які самовільно вирубали ліс у Пляшевій і побили кількох селян.
До пана Рогози (за історичними документами його прізвище Рогозінський) на території теперішньої церкви і далі за нею жило кілька сімей кочівників. Їх називали «дикими людьми», «дикунами». Пізніше тут поселилося слов'янське плем'я волинян. Кочівники жили на західній і південно-східній околицях села, де заснували невелике поселення. Колишня територія села була покрита лісами.
Згодом територія села відійшла до Польщі у склад Волинського воєводства. У Рогізному продовжував жити пан Рогозінський. А люди тим часом вирубували ліси, розширювали територію свого поселення, яке вже знаходилося на берегах річки П'явки. З часом річка замулилась, поросла очеретом, і на її місці утворився ставок, якому дали назву Жабичани, від жаб, які щовечора подавали свій голос.

### Княжий період
Польський археолог Габріель Ленчик, користуючись інформацією місцевих краєзнавців та органів охорони пам'яток, подає інформацію про замчище на території села.
15-18 вересня 1621 року відбувся напад татарської орди постраждало, село Рогізне, полонили й Марушу з Четвертенських — дружину дідича Василя Рогозинського, з усією челяддю.

### XIX століття

Рогізне на російській карті 1873 року

За часів Російської імперії село відносилося до Теслугівської волості Дубенського повіту Волинської губернії. Станом на 1885 рік у селі було 597 осіб 81 двір, православна церква, постоялий будинок, паровий і водяний млини.

### XX століття

Рогізне на польській карті 1937 року

Від села Рогізне («Гнилька») до школи у Глибокій Долині був ліс. На той час ще проживав пан Ружевський. Після Першої світової війни 1914—1918 рр. з села Рогізне йшла вузькоколійка, проходили війська Будьонного, що згадується в книзі «Пройдений шлях».
7 (20) листопада 1917 року, відповідно до Третього Універсалу Української Центральної Ради, увійшло до складу Української Народної Республіки.
В січні 1918 року в селі було ненадовго проголошено радянську владу.
Волинь та Рівненщину зайняли польські війська, згідно з Ризьким договором 1921 р. західна Волинь переходить до складу II Речі Посполитої.
До 1939 року на Рогізне і Глибоку Долину був один солтис (сільський голова). Під час Німецько-радянської війни через село проходили загони з'єднання С. А. Ковпака. В селі і околиці суттєвих боїв не відбувалось. При відступі німецькі війська понесли значні втрати, особливо в околиці «Жидівської гори» (до с. Підвисоке), загинули і радянські вояки. При просуванні фронту їх похоронили на околиці села, однак після війни рештки перенесли в с. Козин (тодійшній районний центр). В центрі села за нинішньою автобусною зупинкою під час окупації був насипаний символічний курган в пам'ять воїнів УПА. Пізніше, при будівництві зупинки і зміні планування вулиць, курган був зруйнований. 69 жителів села воювали проти нацистів на фронтах війни. Пам'ять односельців, які воювали за комуністичний режим і загинули на фронтах, увічнена обеліском, який стоїть в центрі села.
Радянські джерела стверджували, що на околицях села діяли загони УПА, від їх рук загинули 4 мешканці Рогізного: Ніна Грабовецька (1918 р.н.) та Іван Грабовецький були вкинуті в криницю оунівцями. Ймовірно, мова йде про банду Сафата, що діяла у сусідніх селах Пащиха та Ільпибоки і мала на меті компрометацію українських повстанців. Про це у своїх дослідженнях згадував місцевий краєзнавець Микола Руцький. В результаті збройних сутичок між силами НКВС та загонами ОУН загинули Дикун Олександр Герасимович (1924 р.н.), Кучма Андрій Трохимович (1927 р.н.), Кучма Петро Трохимович (1922 р.н.), Кушнірук Євстахій Семенович (1917 р.н.), Потапчук Андрій Тимофійович (1919 р.н.), Цісарук Трохим Федорович (1924 р.н.). Всі вони були вбиті енкаведистами у перші післявоєнні роки. Четверо жителів села загинули за невідомих обставин.
До 1960-х років на вулицях села було відсутнє тверде покриття. Зі свідчень старожилів, навесні і восени більшість вулиць були практично непрохідні, в пригоді ставали стежки поза селом. В 60-х роках збудовано дорогу від Вовковий до перехрестя з автошляхом Демидівка — Пляшева (в народі — «біля Царя»). Дорога до Глибокої Долини була прокладена пізніше і менш якісно, що стало очевидно пізніше. В процесі ліквідації хуторів і переселення в село, зникли вулиці Копанська і Котова (проживали Котовські).
У 1970-х роках дворів налічувалось 312, населення становило — 1070 осіб. До сільради входили три села — Рогізне, Глибока Долина та Копань. Був створений колгосп ім. Горького, який обробляв 1629 га землі, у тому числі 1230 га орної. Було розвинуте зерно-бурякосійне землеробство, м'ясо-молочне тваринництво. В 1971 році вироблено на 100 га сільсько-господарських угідь 138 цнт м'яса, 671 цнт молока, вирощено 32,8 цнт зернових, 415 цнт цукрових буряків, 192 цнт картоплі. 57 колгоспників за виробничі досягнення були нагороджені орденами і медалями, у тому числі бригадир Г. А. Ваницька — орденом Леніна, 49 чоловік — Ленінською ювілейною медаллю. Парторганізація, що існувала з 1948 року налічувала 20 комуністів, комсомольська організація була створена у 1940 році, об'єднувала 44 члени ВЛКСМ.
Село славиться своїми патріотичними настроями. Так, у 1991 році вперше на теренах нинішнього Демидівського району в Рогізному було піднято синьо-жовтий стяг.

### XXI століття
У 2011—2012 рр. облаштовано вуличне освітлення. Неодноразово піднімалося питання ремонту і асфальтування центральної вулиці.
У 2017 році внаслідок реформи децентралізації Рогізне увійшло до складу Демидівської селищної громади, Рогізненська сільська рада була ліквідована.
12 червня 2020 року, відповідно до розпорядження Кабінету Міністрів України № 722-р від «Про визначення адміністративних центрів та затвердження територій територіальних громад Рівненської області», увійшло до складу Демидівської селищної громади Демидівського району.
19 липня 2020 року, в результаті адміністративно-територіальної реформи та ліквідації Демидівського району, село увійшло до складу Дубенського району.

## Населення
За переписом населення України 2001 року в селі мешкало 736 осіб.

### Мова
Розподіл населення за рідною мовою за даними перепису 2001 року:
| Мова       | Відсоток |
| ---------- | -------- |
| українська | 99,06 %  |
| російська  | 0,81 %   |
| білоруська | 0,13 %   |

## Економіка
Практично всі жителі села задіяні у сільському господарстві, високий рівень безробіття (станом на 2015 рік — 110 безробітних). Відсутні промислові підприємства, працює млин СФГ «Барвінок», деревообробний цех з пилорамою, кілька сільськогосподарських господарств, на яких працюють сезонні робітники. Колгосп (згодом - СФГ) «Україна» внаслідок реформування та розпаювання у 90-х рр. зруйновано майже повністю.

## Транспорт
Через село проходять автомобільні шляхи територіального значення Т-0303 Луцьк — Радомишль — Демидівка — Дубно (покриття — бруківка) та О 180501 Рогізне — Глибока Долина — Копань. Рейсовими автобусами можна дістатись до с-ща Демидівка, м. Дубно, с-ща Млинів, м. Рівне.

## Зв'язок
Стаціонарний телефонний зв'язок відсутній, раніше налічувалось близько 50 абонентів. У грудні 2017 року жителів села почали підключати до високошвидкісного оптичного доступу до мережі Інтернет (провайдер Укртелеком). Станом на 2025 рік послуги високошвидкісного доступу до Інтернету надають Уарнет і Укртелеком. Наявні лінії проводового радіомовлення, однак в 2013 році була відключена остання радіоточка.
Поштові послуги надаються у форматі пересувного відділення Укрпошти.
На всій території села наявне покриття трьох мобільних операторів — Київстар, lifecell, Vodafone.

## Охорона здоров'я
Працює фельдшерсько-акушерський пункт (вул. Молодіжна).

## Освіта

Будівля старої школи

Комплекс «Школа-садок»

У Рогізному діє початкова школа — філія опорного закладу Демидівський ліцей, дошкільний навчальний заклад «Первоцвіт» - як структурний підрозділ школи. Поблизу церкви збереглась будівля старої школи.

## Релігія
Перша збудована церква була на тому самому місці, що й зараз. За розмірами вона була невелика. Але невдовзі була збудована прекрасна церква, куполи якої світилися на все село. В роки війни церква була зруйнована, селяни не змогли вберегти святиню. Згодом на її місці була збудована велика дерев'яна церква. Але невдовзі вона згоріла ще новою. Після цього службу вели в службовому приміщенні, де жили священики. Потім кілька років, доки не побудували нову церкву, службу вели в хаті Дорощука Миколи Івановича. Церкву відремонтували і побудували службове приміщення. Церква була невеличка. Але селяни згуртувавшись побудували гарну простору церкву, яка й досі вабить до себе людей. В новій церкві службу вів Отець Ліщук Василь. Але невдовзі переїхав у с-ще Млинів. Замінив його Возний Віталій, який служив до смерті у 2018 році.
З 2018 по червень 2020 року в церкві служив отець Ростислав (Руслан Гронь) з міста Луцьк. Відкрито недільну школу для дітей і молоді села. З 2020 року служить отець Степан Демчук.

## Культура
Є Пам'ятник воїнам-односельчанам, які загинули в роки Другої Світової війни. Вціліли кілька будинків т.з. «чеської» пори. Будівель XIX ст. чи раніше не збереглось. Археологічних досліджень на території села не проводилось.
У центрі села знаходиться Будинок культури (керівник - Галина Кушнірук працює з 2003 року), в якому розміщена публічно-шкільна бібліотека (бібліотекар - Марія Гах). З 1993 по 2008 (?) рік бібліотекарем працювала Людмила Дембовська.
Торговельна мережа складається з чотирьох магазинів («Продукти і промтовари», «Мрія», «Оріон», «Жасмин»)..
2015 року в селі була заснована громадська організація «Сприяння розвитку села» (керівник - Сергій Щербатюк), яка об'єднала навколо себе активних і свідомих жителів села. Влітку 2015 року було реалізовано кілька культурних проєктів, зокрема відновлено кіносеанси в будинку культури, налагоджено співпрацю з бібліотекою.
2016 року видано інформаційно-краєзнавчу книгу «Історія Рогізного єднає покоління» авторства місцевих жителів — громадського активіста Сергія Щербатюка та бібліотекаря Марії Гах.

## Відомі люди
- Артур Глинський (нар. 2001 — пом. 13 вересня 2022, Таврійське, Херсонський район, Херсонська область) — український військовик, старший солдат, командир вогнеметного відділення вогнеметного взводу роти радіаційного, хімічного, біологічного захисту.
- Петро Кухарук (07.06.1981 — 29.04.2022) — український військовик, учасник російсько-української війни[19].
- Микола Щербатюк (1955–2019 рр.) — письменник, автор книги «Голос чужої сльози» (2008).[20][21]
- Рашко Олександр Васильович (1913 р. н.) — уродженець села Рогізне Демидівського району на Рівненщині — командир боївки «Черешні».[джерело?]
- Олена Рашко (03.06.1941 — 30.04.2024) — громадська активістка, просвітянка, вчителька, з 1989 року учасниця становлення Народного Руху України, популяризатор досліджень діяльності УПА та вшанування пам'яті бійців УПА, очільниця районних організацій НРУ, УНП, Просвіта, Союз Українок, голова Демидівського районного відділення ГО «Всеукраїнське об'єднання ветеранів» (з 2005 року)[22][23][24].
- Євстафій Шаранда (нар. 1924 р.) — ветеран німецько-радянської війни. Був призваний на фронт у 1944 році, служив автоматником, згодом — артилеристом. Нагороджений орденами і медалями: орден Червоної зірки, медаль «За відвагу», медаль «За взяття Кенігсберга», медаль «За перемогу над Німеччиною у Великій Вітчизняній війні 1941—1945 рр.», медаль «За перемогу над Японією».[25]

## Світлини

Вулиця Перемоги навесні
Дорога до села (від Демидівки)
Вул. Нагрощина
Село взимку
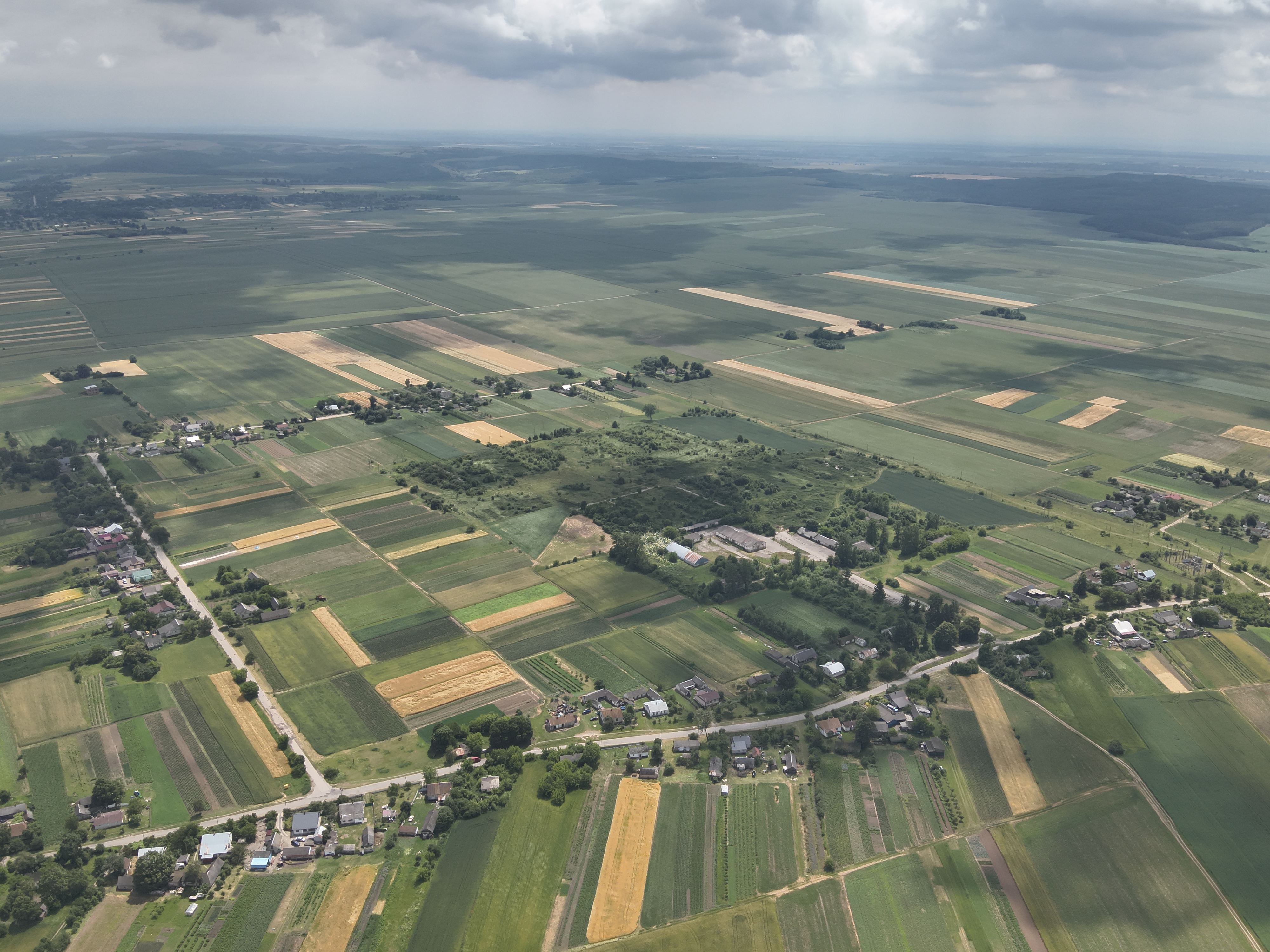
Південна частина села з висоти
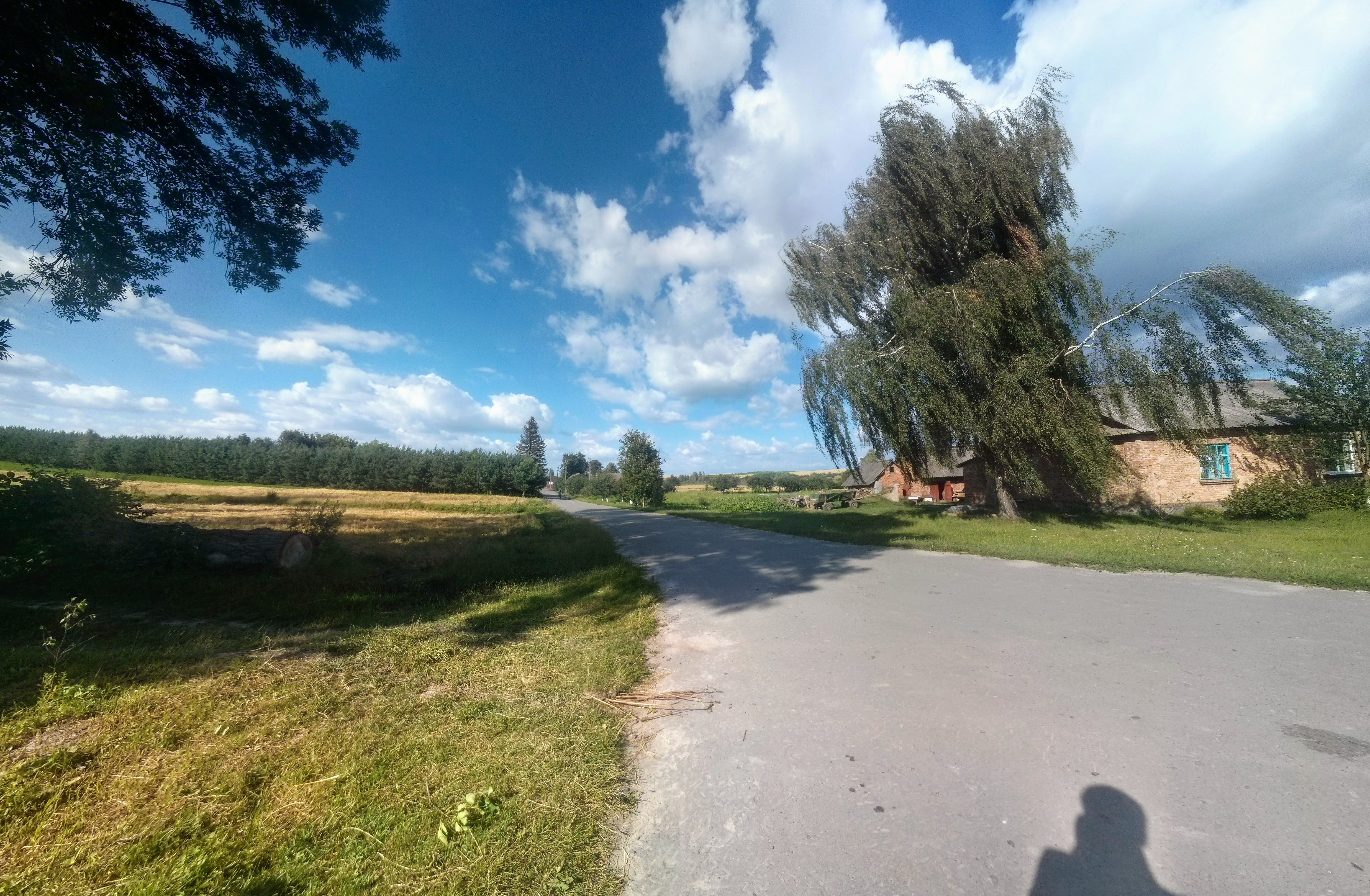
Вулиця Нагрощина
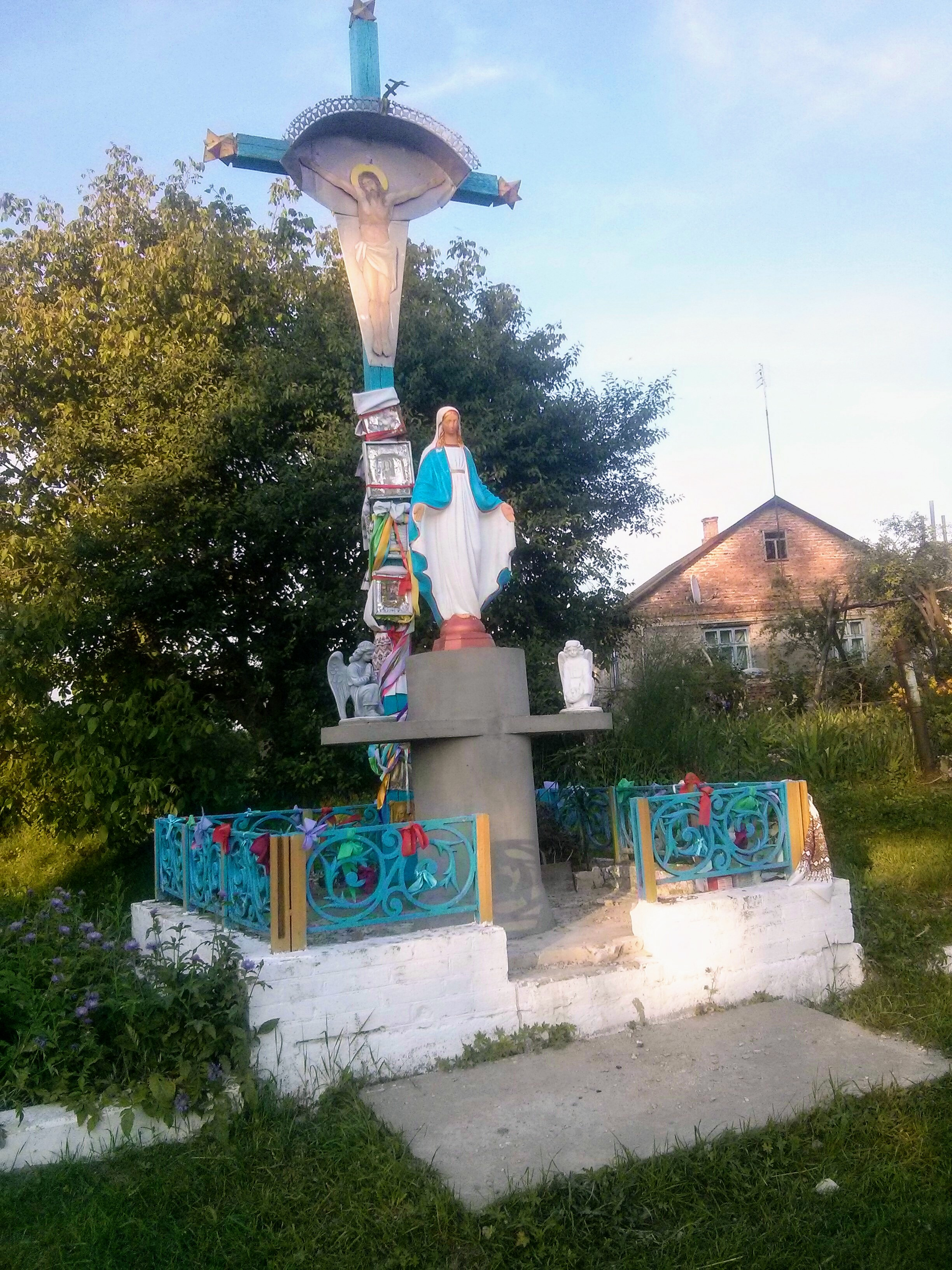
Хрест-фігура у центрі села Рогізне